# Иглесиас, Хулио
Ху́лио Хосе́ Игле́сиас де ла Куэ́ва (исп. Julio José Iglesias de la Cueva; род. 23 сентября 1943, Мадрид) — испанский певец, который продал более 300 миллионов своих пластинок и стал самым коммерчески успешным испаноязычным исполнителем.

## Биография

### Детство
Хулио Иглесиас родился 23 сентября 1943 года в Мадриде, в семье гинеколога Хулио Иглесиаса Пуга (исп. Julio Iglesias Puga; 23 июля 1915 — 19 декабря 2005) и его жены Марии дель Росарио (исп. María del Rosario de la Cueva y Perignat). Вскоре после рождения Хулио в семье родился его брат Карлос. Обучался в школе «Саградос Корасонес» и в колледже Святого Павла. С 16 лет Иглесиас играл в футбол на позиции вратаря за молодёжную команду клуба «Реал Мадрид», а после школы планировал стать юристом. 22 сентября 1963 года попал в автокатастрофу, что и стало причиной конца его карьеры. Иглесиас лежал в больнице на протяжении двух лет. Поскольку руки его не были повреждены, лечащий врач разрешил ему играть на гитаре. В больнице Иглесиас также начал сочинять. Завершив лечение, Иглесиас окончил университет и отправился в Англию, чтобы выучить английский язык. Учился в Лондоне, затем в Кембридже в «Bell Educational Language School». После этого поступил в Мадриде в оперную школу «Real Academia de Bellas Artes de San Fernando» (Королевская академия изящных искусств Сан-Фернандо), окончил по классу опера (тенор).

### Музыкальная карьера
В 1968 году Хулио выиграл «Бенидормский международный конкурс песни» вместе с песней «La Vida Sigue Igual» (рус. «Жизнь продолжается»). После чего был подписан контракт с испанским филиалом лейбла «Columbia Records».
В 1970 году участвовал в конкурсе песни «Евровидение 1970», где с песней «Gwendolyne» занял 4-е место
В 1989 году посетил с гастролями Советский Союз.

### Личная жизнь
В 1970 году Иглесиас познакомился с журналисткой и моделью Исабель Прейслер. Он дал ей интервью, потом пригласил на концерт, а в 1971 году они поженились. От первого брака у певца трое детей: дочь Мария Исабель, сын Хулио Иглесиас-младший и сын Энрике. В 1979 году Исабель подала на развод.
В 63-летнем возрасте у Иглесиаса и его подруги Миранды Рейнсбургер родился пятый общий ребёнок - сын Гильермо. Гильермо — восьмой ребёнок Хулио Иглесиаса. У Рейнсбургер и Иглесиаса также двое сыновей — Мигель Алехандро и Родриго — и две дочери-близнеца: Виктория и Кристина.
28 августа 2010 года Хулио Иглесиас объявил о своей женитьбе на Рейнсбургер, с которой последние 20 лет он жил в фактическом браке. Бракосочетание состоялось в городе Марбелья в Андалусии. На нём присутствовали лишь пятеро детей в возрасте от трёх до 13 лет, которых чета Иглесиас успела завести за 20 лет совместной жизни, и двое свидетелей.
10 июля 2019 года суд первой инстанции автономного сообщества Валенсия признал Хулио Иглесиаса биологическим отцом 43-летнего Хавьера Санчеса. 30 апреля 2021 года Верховный суд Испании не признал Хулио Иглесиаса биологическим отцом Санчеса.

## Дискография
- Yo canto (1969)
- Gwendolyne (1970)
- Cuando vuelva a amanecer (1970)
- Un canto a Galicia (1972)
- Soy (1973)
- Und das Meer singt sein Lied (1973)
- A flor de piel (1974)
- A México (1975)
- El amor (1975)
- Аmerica (1976)
- En el Olympia (1976)
- Se mi lasci, non vale (1976)
- Schenk mir deine Liebe (1976)
- A mis 33 años (1977)
- Sono un pirata, sono un signore (1978)
- Emociones (1978)
- Aimer la vie (1978)
- Innamorarsi alla mia età (1979)
- A vous les femmes (1979)
- Hey! (1980)
- Sentimental (1980)
- Amanti (1980)
- De niña a mujer (1981)
- Fidele (1981)
- Zartlichkeiten (1981)
- Minhas canções preferidas (1981)
- Momentos (1982)
- Momenti (1982)
- Et l’amour créa la femme (1982)
- En concierto (1983)
- Julio (1983)
- 1100 Bel Air Place (1984)
- Libra (1985)
- Un hombre solo (1987)
- Tutto l’amore che ti manca (1987)
- Non Stop (1988)
- Raíces (1989)
- Starry Night (1990)
- Calor (1992)
- Anche senza di te (1992)
- Crazy (1994)
- La carretera (1995)
- Tango (1996)
- My Life: The Greatest Hits (1998)
- Mi vida: Grandes éxitos (1998)
- Noche de cuatro lunas (2000)
- Una donna può cambiar la vita (2001)
- Ao Meu Brasil (2001)
- Divorcio (2003)
- Love Songs (2003)
- En français (2004)
- L’homme que je suis (2005)
- Romantic Classics (2006)
- Quelque chose de France (2007)
- 1 (2011)
- 1: The Collection (2014)
- México (2015)

### Участие в дисках других певцов
| Год  | Песня                    | Диск                                                   |
| ---- | ------------------------ | ------------------------------------------------------ |
| 1983 | As Time Goes By          | Without a Song (Вилли Нельсон)                         |
| 1987 | Un canto a Galicia       | Suspiros de España (Маноло Эскобар)                    |
| 1988 | Spanish Eyes             | What a Wonderful World (Вилли Нельсон)                 |
| 1989 | Soñadores de España      | Soñadores de España (Пласидо Доминго)                  |
| 1990 | Somos dos caminantes     | Homenaje (Лола Флорес)                                 |
| 1992 | Torero                   | Piel de hombre (Хосе Луис Родригес)                    |
| 1993 | Brigas                   | La distancia (Simone)                                  |
| 1993 | Summer Wind              | Duets (Фрэнк Синатра)                                  |
| 1995 | Naturaleza               | Mar adentro (дуэт Донато и Эстефано)                   |
| 1996 | Puedes llegar…           | Voces unidas (совместный диск нескольких исполнителей) |
| 1996 | A mi manera (My Way)     | Amigos (Пол Анка)                                      |
| 1996 | Un ramito de violetas    | Desde que tú te has ido (Сесилия)                      |
| 1996 | Sé que volverás          | Nana latina (Нана Мускури)                             |
| 1998 | El Rey                   | Y sigue siendo El Rey (Хосе Альфредо Хименес)          |
| 2010 | Como han pasado los años | Una Estrella en el Cielo (Росио Дуркаль)               |
| 2017 | El Amigo                 | Golden (Romeo Santos)                                  |

## Факты
- Во время концерта 24 июня 2008 в Екатеринбурге Хулио Иглесиас прервал пение и сообщил зрителям, что он не может исполнять песню дальше. Как оказалось, у певца произошёл сердечный приступ[9].
- В сентябре 2009 года, во время гастролей в Израиле, Хулио Иглесиас сказал, что его мать была иудейкой по вероисповеданию. Он также полушутливо назвал себя «евреем сверху от пояса», намекая на то, что в детстве не подвергся процедуре обрезания[10].
- Джулио Каракас, персонаж канадского юмористического мультсериала «Чокнутые головы», является пародией на Хулио Иглесиаса; его хит «Когда я увидел тебя»[11] — кавер-версия хита Иглесиаса Begin the Beguine.